# Бойтце
Бойтце (нем. Boitze) — община в Германии, в земле Нижняя Саксония.
Входит в состав района Люнебург. Подчиняется управлению Даленбург. Население составляет 394 человека (на 31 декабря 2010 года). Занимает площадь 25,41 км².